# AVN Award for Best Leading Actress
L'AVN Award for Best Leading Actress è un premio pornografico assegnato all'attrice protagonista votata come migliore dalla AVN, l'ente che assegna gli AVN Awards, riconosciuti come i migliori premi del settore.
Come per gli altri premi, viene assegnato nel corso di una cerimonia che si svolge a Las Vegas, solitamente nel mese di gennaio, dal 2020.

## Vincitrici

### Anni 2020
| Anno | Vincitrice    | Titolo         |
| ---- | ------------- | -------------- |
| 2020 | Angela White  | Perspective    |
| 2021 | Maitland Ward | Muse           |
| 2022 | Kenna James   | Under the Veil |
| 2023 | Maitland Ward | Drift          |
| 2024 | Kira Noir     | Machine Gunner |
| 2025 | Casey Calvert | Birth          |